# Rayleigh-eloszlás
A valószínűségszámítás elméletében, és a statisztika területén a Rayleigh-eloszlás egy folytonos valószínűség eloszlás.
A Rayleigh-eloszlás gyakran megfigyelhető, amikor egy vektor nagyságrendje kapcsolatban van az irány komponenseivel.
Egy tipikus példa a Rayleigh-eloszlásra, mely a természetben is megfigyelhető, amikor a szél sebességét analizálják az ortogonális kétdimenziós vektor komponensei szerint.
Feltételezve, hogy a komponenseknek nincs korrelációjuk egymással, és normális eloszlásúak, hasonló szórásnégyzettel, akkor a szél sebességét a Rayleigh-eloszlás jellemzi.
Egy következő példa az algebrából: véletlenszerű komplex számok esetében, ahol a valós és imaginárius komponensek függetlenek és azonos eloszlásúak. Ebben az esetben a komplex szám abszolút értéke Rayleigh-eloszlású.
Az eloszlást felfedezőjéről, John William Strutt-ról, Rayleigh III. lordjáról nevezték el.
A Rayleigh-féle valószínűségsűrűség-függvény:
{\displaystyle f(x;\sigma )={\frac {x}{\sigma ^{2}}}e^{-x^{2}/2\sigma ^{2}},\quad x\geq 0,}
ahol {\displaystyle \sigma >0,} és a kumulatív eloszlás függvény:
{\displaystyle F(x)=1-e^{-x^{2}/2\sigma ^{2}}}
ahol {\displaystyle x\in [0,\infty ).}

## Tulajdonságok
A nyers momentum:
{\displaystyle \mu _{k}=\sigma ^{k}2^{k/2}\,\Gamma (1+k/2)\,}
ahol {\displaystyle \Gamma (z)} a gamma függvény.

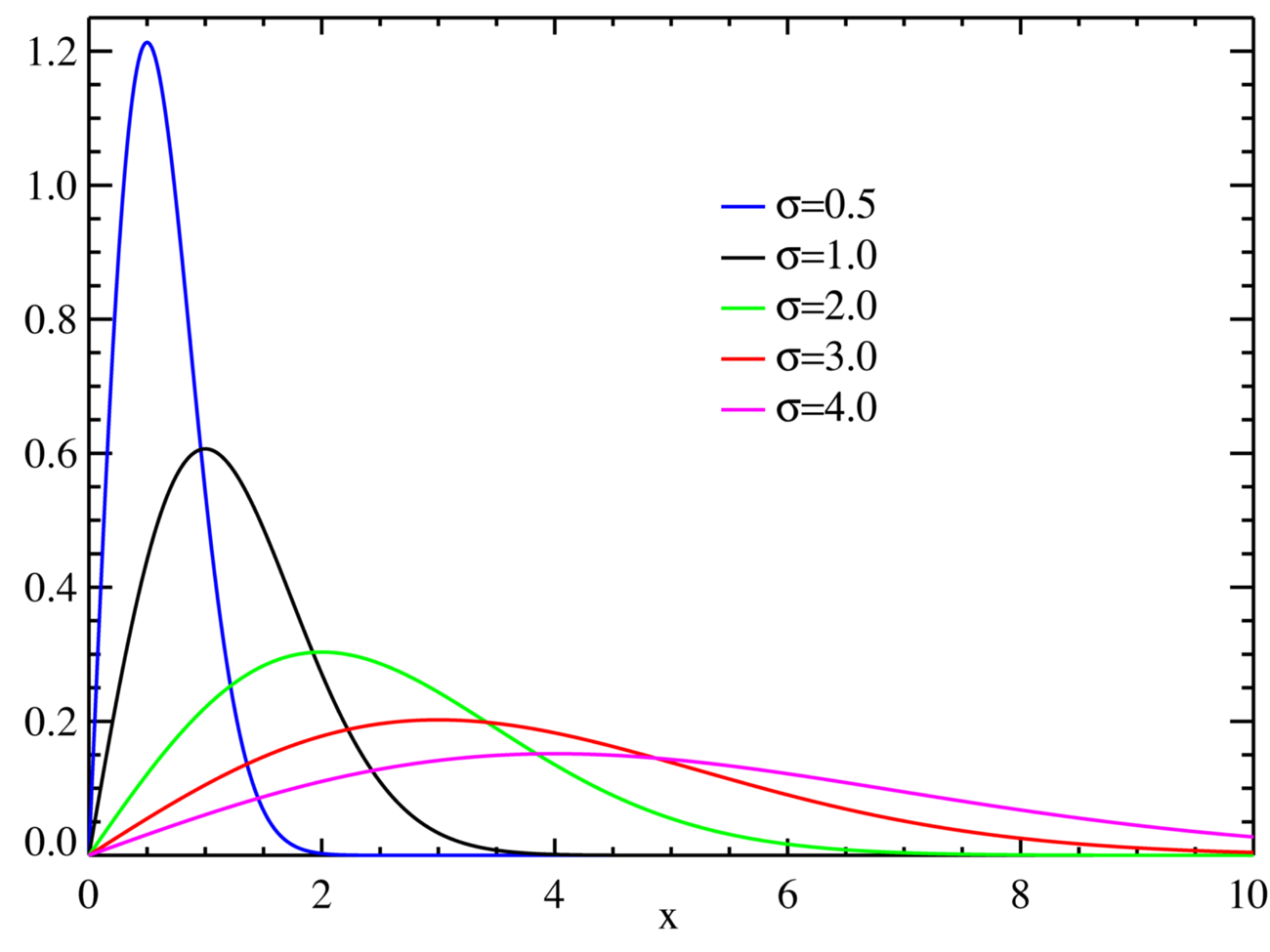
A Rayleigh-eloszlás sűrűségfüggvénye

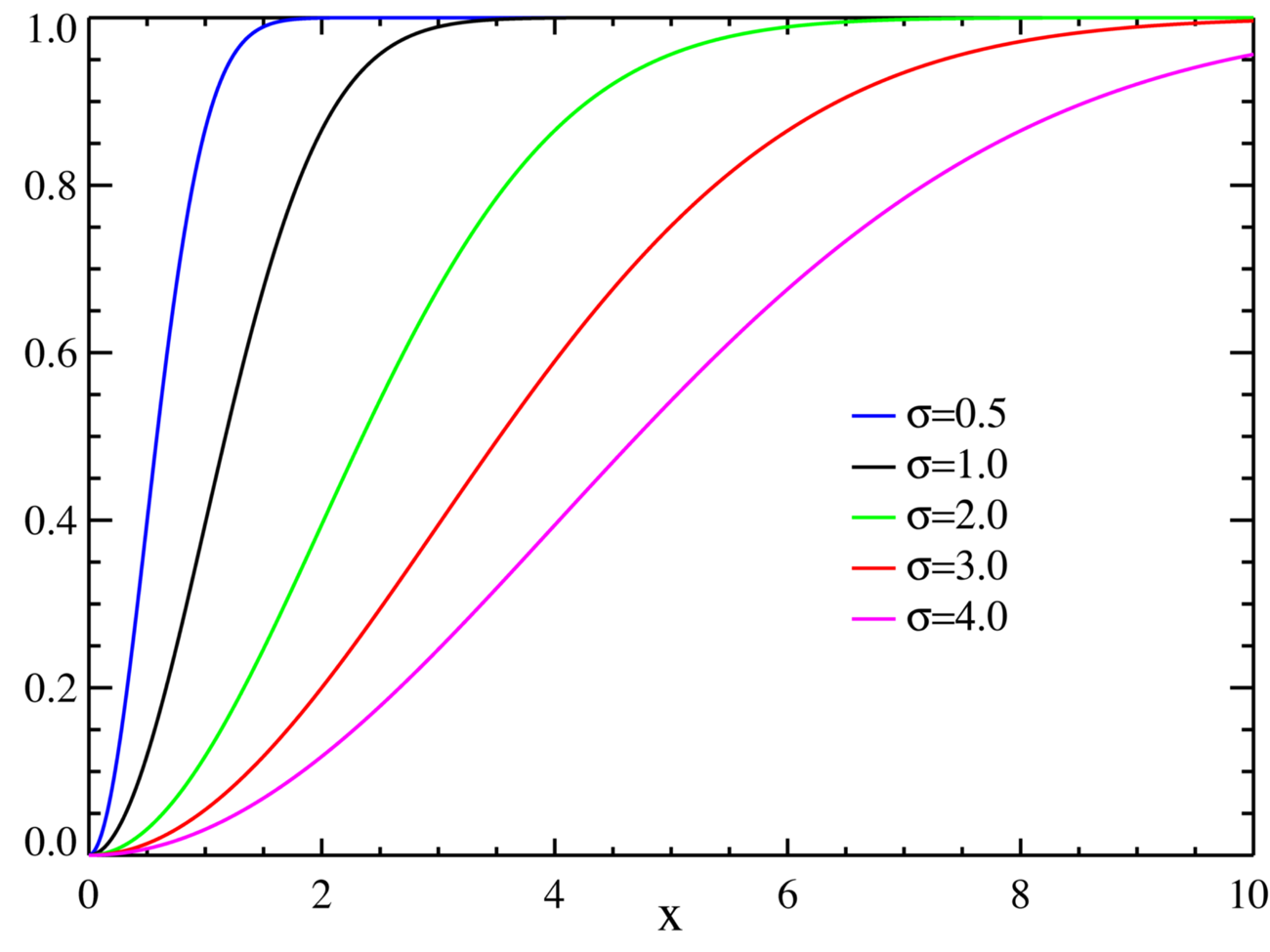
Rayleigh-féle kumulatív eloszlásfüggvény

A Rayleigh-féle valószínűségi változó középértéke és szórásnégyzete:
{\displaystyle \mu (X)=\sigma {\sqrt {\frac {\pi }{2}}}\ \approx 1.253\sigma ,}
és
{\displaystyle {\textrm {var}}(X)={\frac {4-\pi }{2}}\sigma ^{2}\ \approx 0.429\sigma ^{2}.}
{\displaystyle f_{\text{max}}=f(\sigma ;\sigma )={\frac {1}{\sigma }}e^{-{\frac {1}{2}}}\approx {\frac {0.606}{\sigma }}}
A ferdeség:
{\displaystyle \gamma _{1}={\frac {2{\sqrt {\pi }}(\pi -3)}{(4-\pi )^{3/2}}}\approx 0.631.}
A többlet lapultság:
{\displaystyle \gamma _{2}=-{\frac {6\pi ^{2}-24\pi +16}{(4-\pi )^{2}}}\approx 0.245.}
A karakterisztikus függvény:
{\displaystyle \varphi (t)=1\!-\!\sigma te^{-\sigma ^{2}t^{2}/2}{\sqrt {\frac {\pi }{2}}}\!\left({\textrm {erfi}}\!\left({\frac {\sigma t}{\sqrt {2}}}\right)\!-\!i\right)}
ahol {\displaystyle \operatorname {erfi} (z)} a képzetes hibafüggvény.
A momentum-generáló függvény:
{\displaystyle M(t)=1+\sigma t\,e^{\sigma ^{2}t^{2}/2}{\sqrt {\frac {\pi }{2}}}\left({\textrm {erf}}\left({\frac {\sigma t}{\sqrt {2}}}\right)\!+\!1\right),}
ahol {\displaystyle \operatorname {erfi} (z)} a hibafüggvény.

## Információ entrópia
Az információ entrópia, vagyis a Shannon-entrópiafüggvény:
{\displaystyle H=1+\ln \left({\frac {\sigma }{\sqrt {2}}}\right)+{\frac {\gamma }{2}}}
ahol {\displaystyle \gamma } az Euler–Mascheroni állandó.

## Paraméter becslés
N darab független és azonos eloszlású Rayleigh-eloszlású valószínűségi változó esetén a {\displaystyle \sigma } maximális valószínűsége:
{\displaystyle {\hat {\sigma }}\approx \!\,{\sqrt {{\frac {1}{2N}}\sum _{i=1}^{N}x_{i}^{2}}}.}
A {\displaystyle \sigma } értékének becslése az MRI képalkotó technikában is használatos, ahol az MRI képelemek komplex alkotókból állnak, és a háttér adat Rayleigh-eloszlású.
A fenti összefüggés segítségével megbecsülhető a hiba szórás a MRI háttér adatokból.

### Rayleigh-eloszlású valószínűségi változók generálása
Ha adva van egy állandó eloszlásból származó U valószínűségi változó, (0, 1) tartományban, akkor a valószínűségi változó:
{\displaystyle X=\sigma {\sqrt {-2\ln(1-U)}}\,}
Rayleigh-eloszlású lesz {\displaystyle \sigma } paraméterrel.
Ez a kumulatív eloszlás függvényből következik. Ha U egységes (uniformizált), (1–U)-nak is hasonló tulajdonsága lesz, a fenti összefüggés egyszerűsíthető:
{\displaystyle X=\sigma {\sqrt {-2\ln(U)}}.}
Megjegyzés: ha véletlen számokat generálunk [0,1) tartományban, a zérót kizárjuk, hogy elkerüljük a zéró természetes logaritmusát.

## Kapcsolódó eloszlások
- Ha {\displaystyle R\sim \mathrm {Rayleigh} (\sigma )} Rayleigh-eloszlású, akkor {\displaystyle R={\sqrt {X^{2}+Y^{2}}}}, ahol {\displaystyle X\sim N(0,\sigma ^{2})}, és {\displaystyle Y\sim N(0,\sigma ^{2})} független normál valószínűségi változók.(Ez teszi lehetővé a {\displaystyle \sigma } szimbólum alkalmazását a fenti Rayleigh-sűrűségfüggvény parametrizálásánál.
- Ha {\displaystyle R\sim \mathrm {Rayleigh} (1)}, akkor {\displaystyle R^{2}} khí-négyzet eloszlású. két szabadságfokkal: {\displaystyle R^{2}\sim \chi _{2}^{2}}
- Ha X exponenciális eloszlású , akkor {\displaystyle X\sim \mathrm {Exponential} (\lambda )}, then {\displaystyle Y={\sqrt {2X\sigma ^{2}\lambda }}\sim \mathrm {Rayleigh} (\sigma )}.
- Ha {\displaystyle R\sim \mathrm {Rayleigh} (\sigma )}, akkor {\displaystyle \sum _{i=1}^{N}R_{i}^{2}} gamma-eloszlású, {\displaystyle N} and {\displaystyle 2\sigma ^{2}}: {\displaystyle [Y=\sum _{i=1}^{N}R_{i}^{2}]\sim \Gamma (N,2\sigma ^{2})} paraméterekkel.
- A Khí-eloszlás a Rayleigh-eloszlás egy általánosítása
- A Rice-eloszlás a Rayleigh-eloszlás egy általánosítása
- A Weibull-eloszlás a Rayleigh-eloszlás egy általánosítása. Ez esetben a sigma paraméter kapcsolódik a Weibull-skálaparaméterhez {\displaystyle \lambda }:

{\displaystyle \lambda =\sigma {\sqrt {2}}}.
- A Maxwell–Boltzmann-eloszlás írja le a normál vektor nagyságrendjét három dimenzióban.